# هاريكريسنا أنيندم
هاريكريسنا أنيندن (بالإنجليزية: Harrikrisna Anenden)‏ (مواليد 1947)، هُو مُخرج أفلام موريشيوسي. فاز هاريكريسنا سنة 2013 بجائزة عمرو غاندا لأفضل فيلم، وهي جائزة تُعطى لصاحب أفضل بداية إخراجية، وذلك عن عمله أبناء تومارون. هاريكريسنا أنيندم مُتزوج من الكاتبة الموريشيوسية أناندا ديفي.

## الأعمال
- الكاثدرائية (2006).[4]
- أبناء تومارون (2012)، مُخرج ومُنتج.[5]

## الجوائز والترشيحات
| السنة | حفل توزيع الجوائز                                | الجائزة            | الفيلم        | النتيجة | مراجع |
| ----- | ------------------------------------------------ | ------------------ | ------------- | ------- | ----- |
| 2006  | مهرجان مونتريال للفيلم الدولي                    | الزينيث الذهبي     | الكاثدرائية   | رُشِّح     | [ 6 ] |
| 2013  | المهرجان الأفريقي للسينما والتلفزيون في واغادوغو | أفضل بداية إخراجية | أبناء تومارون | فوز     |       |

## وصلات خارجية
- هاريكريسنا أنيندم على موقع IMDb (الإنجليزية)
- هاريكريسنا أنيندم على موقع قاعدة بيانات الفيلم (الإنجليزية)